# Tab (informatică)

Taburile dintr-un Browser web.

Taburile se folosesc pentru a deschide mai multe pagini web în aceeași fereastră a browserului web. Cuvântul este o prescurtare de la "tabulator". Taburile sunt numite file în multe dintre cele mai cunoscute browsere de web care au ediții în limba română.
O pagină web poate fi deschisă într-un singur tab. Folosind taburile se pot afișa mai multe pagini web în aceași fereastră. Browsere care oferă taburi: Internet Explorer 7 (versiunile până la Internet Explorer 7 nu au oferit taburi), Mozilla Firefox, Opera, Netscape Navigator, Maxthon Browser, Safari.

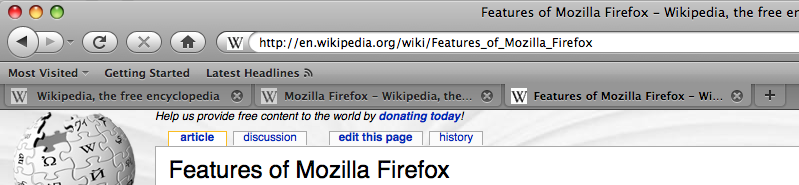
Taburile pot lua locul barei de titlu în unele navigatoare web, precum Mozilla Firefox